# Corzu
Corzu – wieś w Rumunii, w okręgu Mehedinți, w gminie Bâcleș. W 2011 roku liczyła 444 mieszkańców.